# Thomas Albertus Irnberger
Thomas Albertus Irnberger (* 1985 in Salzburg) ist ein Österreichischer Geiger.

## Werdegang
Im Alter von 15 Jahren gab Irnberger sein Debüt im Palais des Beaux Arts in Brüssel als Solist des Violinkonzerts von Tschaikowsky. Im Jahr 2004 unterzeichnete er einen Exklusivvertrag bei Gramola. Bis 2018 hat er 40 CDs eingespielt. Seine Kammermusikpartner waren Paul Badura-Skoda, Jörg Demus, Michael Korstick, David Geringas, Barbara Moser, Pavel Kašpar und Edoardo Torbianelli. Seit 2008 konzentriert sich Thomas Albertus Irnberger auf die Erforschung und Wiederentdeckung „verfemter Komponisten“. Im Zuge dessen spielte er in Israel die Erstaufführung des Violinkonzerts von Hans Gál.

## Konzerttätigkeit
Irnberger konzertierte sowohl als Solist als auch als Kammermusiker im Konzerthaus Berlin, in der Beethovenhalle Bonn, der Laeiszhalle Hamburg, der Meistersingerhalle Nürnberg, der Liederhalle Stuttgart, der Fairfield Hall London, dem Museum of Art Tel Aviv, dem Henry Crown Auditorium Jerusalem, dem Théâtre des Champs-Élysées Paris, der Casals Hall Tokyo und im Wiener Musikverein. Er war Gast bei den „Festivals internationales de Violon – Signé Ivry Gitlis“ in Frankreich, dem Mahler-Festival Toblach/Dobbiaco, den Weilburger Schlosskonzerten, dem Menuhin Festival Blonay, dem Schleswig-Holstein Musik Festival, dem Karel Halír Festival Prag und dem Bruckner Fest Linz.

## Auszeichnungen für CD-Einspielungen (Auswahl)
- Supersonic Award – Luxembourg[2]
- Opus dʼor – Paris[3]
- mehrfach Top-Einspielung (10 Sterne) bei Klassik heute – Deutschland[4]
- 5 Sterne im Ensemble Magazin – Deutschland[5]
- Mehrfache Empfehlungen des Crescendo-Magazins – Deutschland[6]
- Nominierung zum Amadeus Classic Award 2006[7]
- Strad Selection – London[8]
- Gramophone-Empfehlung – London[9]
- Oe1-CD des Tages bzw. des Monats[10]
- Oe1 Pasticcio-Preis[11]
- CD des Tages plus bei Radio Stephansdom (Radio Klassik)[12]
- Fanfare Magazine Recommendations – New York[13]
- The Record Geijutsu – Tokyo[14]

## Diskographie
Alle Einspielungen ab 2004 erschienen bei Gramola
- Ladies’ Night (2017), gemeinsam mit Barbara Moser (Klavier)
- Ludwig van Beethoven. Violinkonzert – Tripelkonzert – Romanzen (2017), gemeinsam mit David Geringas (Violoncello), Michael Korstick (Klavier), James Judd (Dirigent) und dem Royal Philharmonic Orchestra
- Franz Schubert. Die Klaviertrios (2017), gemeinsam mit David Geringas (Violoncello) und Michael Korstick (Klavier)
- Korngold – Conus. Violinkonzert – Much Ado about Nothing – Elégie (2016), gemeinsam mit dem Israel Symphony Orchestra, Doron Salomon (Leitung) und Barbara Moser (Klavier)
- Karl Goldmark. Suite für Violine und Klavier Nr. 2 – Klaviertrio Nr. 1 (2016), gemeinsam mit Michal Kanka (Violoncello) und Pavel Kaspar (Klavier)
- Ludwig van Beethoven. Die Violinsonaten (2016), gemeinsam mit Michael Korstick (Klavier)
- Ludwig van Beethoven. Die Violinsonaten Vol. 4 (2016), gemeinsam mit Michael Korstick (Klavier)
- Mendelssohn – Gade. Violinkonzerte (2015), gemeinsam mit dem Jerusalem Symphony Orchestra und Doron Salomon (Leitung)
- Ludwig van Beethoven. Die Violinsonaten Vol. 3 (2015), gemeinsam mit Michael Korstick (Klavier)
- Ludwig van Beethoven. Die Violinsonaten Vol. 2 (2015), gemeinsam mit Michael Korstick (Klavier)
- Antonín Dvorák. Violinkonzert – Violinwerke (2015), gemeinsam mit Pavel Kaspar (Klavier), Prague Philharmonia und Petr Altrichter (Dirigent)
- Ludwig van Beethoven. Die Violinsonaten Vol. 1 (2014), gemeinsam mit Michael Korstick (Klavier)
- Richard Strauss. Sonate für Violine und Klavier (2015), gemeinsam mit Michael Korstick (Klavier)
- Iván Eröd. Violinkonzert – Violinsonaten – Violinstücke (2014), gemeinsam mit Michael Korstick (Klavier), dem Israel Chamber Orchestra und Martin Sieghart (Dirigent)
- Richard Strauss. Violinkonzert – Sonate für Violine und Klavier (2013), gemeinsam mit Michael Korstick (Klavier), dem Israel Chamber Orchestra und Martin Sieghart (Dirigent)
- Karl Goldmark. Violinkonzert – Violinsonate (2013), gemeinsam mit Pavel Kaspar (Klavier), dem Israel Chamber Orchestra und Doron Salomon (Dirigent)
- Salon de Paris (2013), gemeinsam mit Jörg Demus (Klavier) und Christine Ornetsmüller (Sopran)
- Den Männern ebenbürtig. Louise Farrenc – Ethel Smyth – Pauline Viardot-Garcia – Lili Boulanger (2012), gemeinsam mit Barbara Moser (Klavier)
- Felix Mendelssohn-Bartholdy. Violinkonzert d-Moll – Doppelkonzert d-Moll (2012), gemeinsam mit Edoardo Torbianelli (Hammerflügel), dem Israel Chamber Orchestra und Roberto Paternostro (Chefdirigent)
- Gustav Klimt and the Music of His Time (2012), gemeinsam mit Evgueni Sinaiski (Klavier) und Jörg Demus (Klavier)
- Alexander Zemlinsky – Karl Goldmark – Hans Gál. Klaviertrios (2012), gemeinsam mit Attilia Kiyoko Cernitori (Violoncello) und Evgueni Sinaiski (Klavier)
- Franz Liszt and the Violin (2012), gemeinsam mit Edoardo Torbianelli (Hammerflügel)
- Hans Gál. Violinkonzert – Violinsonaten (2011), gemeinsam mit Evgueni Sinaiski (Klavier), dem Israel Chamber Orchestra und Roberto Paternostro (Chefdirigent)
- Franz Schubert. Forellenquintett – Adagio und Rono concertante (2011), gemeinsam mit Jörg Demus (Klavier), Marton Ortner (Viola), Heidi Litschauer (Violoncello) und Brita Bürgschwendtner (Kontrabass)
- Salon de Vienne (2010), gemeinsam mit Jörg Demus (Klavier)
- César Franck – Claude Debussy – Jörg Demus. Violinsonaten (2010), gemeinsam mit Jörg Demus (Klavier)
- W. A. Mozart. Violinsonaten KV 376, 380, 454 (2010), gemeinsam mit Paul Badura-Skoda (Hammerflügel)
- W. A. Mozart. Violinkonzerte Nr. 3, 4, 5 (2010), gemeinsam mit Spirit of Europe, Martin Sieghart (Dirigent) und Edoardo Torbianelli (Pianoforte)
- W. A. Mozart. Violinsonaten (2009), gemeinsam mit Paul Badura-Skoda (Hammerflügel)
- Niels Wilhelm Gade. Violinsonaten (2009), gemeinsam mit Edoardo Torbianelli (Pianoforte)
- Schubert. Die Werke für Violine und Klavier, Vol. 2 (2009), gemeinsam mit Jörg Demus (Hammerflügel)
- Schubert. Die Violinsonaten – Die Werke für Violine und Klavier, Vol. 1 (2009), gemeinsam mit Jörg Demus (Hammerflügel)
- Robert Schumann. Werke für Violine und Klavier (2009), gemeinsam mit Jörg Demus (Hammerflügel)
- Robert Schumann. Die Violinkonzerte (2008), gemeinsam mit Spirit of Europe und Martin Sieghart (Dirigent)
- Wien im Fin de siècle (2008), gemeinsam mit Evgueni Sinaiski (Klavier)
- Brahms. Die Violinsonaten (2007), gemeinsam mit Evgueni Sinaiski (Hammerklavier)
- Paganini – Violinkonzert Nr. 4 – Suonata Varsavia. Leitner – Konzertstück (2007), gemeinsam mit Philharmonices mundi und Josef Sabaini (Dirigent)
- W. A. Mozart. Sonaten, Fantasien, Variationen (2006), gemeinsam mit Jörg Demus (Hammerklavier)
- Le Violon Vivant. Les Soirées Intimes (2003), gemeinsam mit Lisa Smirnova (Klavier), erschienen bei Pan Classics